# Anacharsis (editorial)
Éditions Anacharsis es una editorial independiente francesa fundada en 2000 y con sede en la ciudad de Toulouse. Especializada en la publicación de relatos de viajes, ensayos y otros textos que tienen en común el tema del encuentro entre culturas, desde 2005 sus obras son distribuidas por Les Belles Lettres.

## Historia
Éditions Anacharsis fue fundada en julio de 2000 por dos historiadores, Frantz Olivié y Charles-Henri Lavielle, en forma de una asociación según la ley de 1901 cuya sede se encuentra en Toulouse. El nombre de la editorial hace referencia al antiguo filósofo Anacarsis (escrito Anacharsis en francés), quien representó para la filosofía helénica la figura del extranjero, de la opinión ajena. Así, esta elección de nombre expresa su deseo de explorar culturas lejanas y defender las culturas antiguas y medievales. El símbolo de su política editorial se centra en la noción de alteridad.
En 2005, Anacharsis pasó a ser distribuida por Belles Lettres. El catálogo de la editorial incluía 64 obras a finales de 2011. La editorial publica una media de 6 a 8 obras al año. El 3 de marzo de 2012, con motivo de su décimo aniversario, las ediciones Anacharsis se transformaron en cooperativa.
En algún momento, Anacharsis se trasladó a Harmonia Mundi Livres para la difusión y distribución de sus obras.
Las ediciones Anacharsis son colaboradoras del festival L’histoire à venir.

## Colecciones
La editorial tiene cinco colecciones. : su primera colección es Famagouste, que cuenta con 79 títulos. Esta colección presenta textos inéditos de forma original. El trabajo editorial de estos editores para esta colección en particular es jugar en dos lados lo que permitirá una doble lectura que también puede declinarse en varios niveles. Son encuentros de diferentes civilizaciones, de mundos distantes geográfica e históricamente. Los textos tienen virtudes documentales de archivo, son textos inéditos que provienen de países a menudo lejanos (de Indonesia, o textos de origen azteca), y ofrecen encuentros de lectura con civilizaciones, mundos alejados de un punto también desde una perspectiva histórica. Son libros cuyos contenidos pertenecen al pasado y que vienen al encuentro de nuestro presente. Y ambos están constituidos de tal manera que contienen cualidades literarias. Son a la vez históricos y románticos.
Esta doble vertiente también la encontramos en la colección Essais, creada en 2005 y que se compone de cuarenta y un títulos. Sin embargo, esta colección pretende sobre todo reflejar reflexiones profundas, realizadas en los variados espacios de la antropología, la historia, la filosofía o la literatura, y emprender en busca del poder de las ideas. Muchas obras pertenecientes a esta colección establecen un vínculo con la literatura.
La colección Fictions, por su parte, se creó en 2005 y crece un libro al año. Contiene diecisiete títulos, que son novelas contemporáneas. Las historias siempre giran en torno a hechos históricos. Se destaca más el lado ficticio de estos libros. Esta colección recuerda el espíritu de Famagouste, en el sentido de que juega también con dos aspectos donde lo histórico y lo romántico se mezclan con tanta más audacia cuanto que juega de manera aún más pronunciada con la originalidad y la ambigüedad entre realidad y ficción. Mezcla géneros con agilidad, rompiendo las fronteras impuestas por las convenciones.
La colección Les ethnographiques reúne estudios de campo de todo el mundo.
Finalmente, la colección Griffe incluye los títulos de las diferentes colecciones en formato de bolsillo.